# كفلاء الأفوكادو
كفلاء الأفوكادو (الاسم العلمي:Megalopyge perseae) هي نوع من الحشرات يتبع جنس الكفلاء من الفصيلة الكفلاوية.